# الجحشي (أمانة العاصمة)

تعديل مصدري - تعديل

الجحشي هي إحدى قرى مديرية ضواحي الأمانة سنحان وبني بهلول التابعة لمحافظة أمانة العاصمة صنعاء اليمنية، بلغ تعداد سكانها 2831 نسمة حسب الإحصاء الذي جرى عام 2004.